# Фюксель, Роман
Роман Фюксель (нем. Roman Füchsel; 10 мая 1900, Линц — 21 апреля 1982, там же) — австрийский коммунист, участник Гражданской войны в Испании и Второй мировой войны.

## Биография
Родился 10 мая 1900 в Линце в рабочей семье. Единственный сын в семье пожарного. С молодости интересовался рабочим движением. 24 апреля 1933 в трактире «Zur Heiligen Dreifaltigkeit» участвовал в конференции Альфреда Клара как члена ЦК Компартии Австрии вместе с 56 участниками; Фюкселя вместе ещё четырьмя людьми (Йозеф Тойфл, Фриц Каммерер, Леопольд Хагмюллер и Ганс Хакль) арестовала бундесполиция.
В феврале 1934 года после прихода к власти австрофашистов Фюксель бежал в СССР, где получил политическое убежище. Работал механиком в одной из московских автомастерских. В ноябре 1936 года добровольцем отправился в Испанию на фронт гражданской войны, где помогал республиканцам. Служил в армии Второй Испанской Республики под именем Адольф Фалькенберг в 11-м интербатальоне, дослужился до звания лейтенанта. После войны интернирован во французскую тюрьму в местечке Сен-Сиприен, откуда 14 апреля 1939 выбрался и отправился на транспорте в СССР.
В РККА Фюксель вступил в 1941 году, участвовал в обороне Москвы от гитлеровцев. В 1944 году сброшен с парашютом на территорию Словении, где стал политруком в 1-м австрийском партизанском батальоне. В 1945 году вернулся в Австрию, где продолжил деятельность в Компартии. До выхода на пенсию работал судьёй.
Скончался 21 апреля 1982 в родном Линце.